# Tyson Foods
La Tyson Foods è una multinazionale statunitense, con sede a Springdale, in Arkansas, che opera nel settore alimentare. L'azienda è il secondo maggiore produttore di carne di pollo, manzo e maiale al mondo dopo la JBS. Esporta annualmente la più grande percentuale di carne bovina dagli Stati Uniti. Insieme alle sue filiali, gestisce importanti marchi alimentari, tra cui Jimmy Dean, Hillshire Farm, Ball Park, Wright Brand, Aidells e State Fair. Nel 2020, la Tyson si classificò al 79º posto nella lista annuale di Fortune 500 delle più grandi società statunitensi in termini di fatturato totale.